# Mamma Napoli
Mamma Napoli è un album di Enzo di Domenico, pubblicato nel 1980.

## Tracce
Lato A
1. Comme vuò tu
2. 'O difetto
3. Alta società
4. Uocchie verde
5. C' 'a tiene a ffà
6. Dimme comm'aggia chiagnere

Lato B
1. Romanzo
2. Intimità
3. Core mio
4. Madonna mia
5. Tira a campà
6. Mamma Napoli